# 홍북초등학교
홍북초등학교는 대한민국 충청남도 홍성군 홍북읍 신경리에 있는 공립 초등학교다.

## 학교 위치
- ~ 2025년 2월 28일 : 홍북읍 매죽헌길 5 (대동리 48-3)
- 2025년 3월 1일 ~ : 홍북읍 자경로 33 (신경리 946)

## 학교 연혁
| 1934년 | 7월 1일  | 홍북공립보통학교(4년제) 개교설립인가 6월 5일 |
| 1938년 | 4월 1일  | 홍북공립심상소학교로 개칭                    |
| 1940년 | 4월 1일  | 수업연한 6년제로 연장                        |
| 1941년 | 6월 1일  | 홍북공립국민학교로 개칭                      |
| 1949년 | 9월 30일 | 산수국민학교로 승격 분리                     |
| 1957년 | 6월 7일  | 용봉국민학교로 승격 분리                     |
| 1972년 | 10월 2일 | 보성국민학교로 4학급 분리                    |
| 1995년 | 3월 1일  | 급식실 신축                                  |
| 1996년 | 3월 1일  | 홍북초등학교로 개칭                          |
| 2007년 | 2월 14일 | 제70회 졸업식(5,316명)                       |
| 2007년 | 3월 1일  | 초등학교 6학급, 유치원 1학급 편성            |
| 2007년 | 3월 1일  | 산수초등학교 통합                            |
| 2016년 | 2월 5일  | 제79회 졸업식(5459명)                        |
| 2016년 | 3월 2일  | 초등학교 7학급, 유치원 1학급 편성            |
| 2017년 | 2월 10일 | 제80회 졸업식(5467명)                        |
| 2017년 | 3월 2일  | 초등학교 7학급, 유치원 1학급 편성            |
| 2025년 | 3월 1일  | 현 위치로 이전                               |

## 참고 자료
- 홍북초등학교 - 한국교육학술정보원 학교알리미